# Renae Ayris
Renae Ayris (17 de septiembre de 1990, Perth, Australia) es una modelo australiana ganadora del título Miss Universo Australia 2012 y representante de dicho país en el Miss Universo 2012.

## Miss Universo Australia 2012
Ayris ganó el concurso de Miss Universo Australia el 9 de junio de 2012 en una ceremonia celebrada en el Hotel "Sofitel Melbourne", superando a otros 35 delegados de todo el país. Esto le dio el derecho de ser la representante de la nación oceánica en el Miss Universo.Como Miss Universo Australia, Ayris tuvo la oportunidad de viajar por todo su país que trabajan para organizaciones de caridad, eventos y sesiones de fotos, Igualmente trabajó con Operación Sonrisa en China haciendo una cirugía en niños con desfiguración facial.

## Miss Universo 2012
Renae representó su país en el Miss Universo 2012 que se llevó a cabo en la ciudad de Las Vegas, Estados Unidos y clasificó entre las 16 primeras semifinalistas, posteriormente siguió avanzando al top 10 y finalmente alcanza llegar al top 5; al final de la competencia se posiciona como tercera finalista, solo superada por las representantes de Venezuela, Filipinas y la eventual ganadora Olivia Culpo de Estados Unidos, con la cual curiosamente compartió habitación durante su estadía en el certamen..
| Predecesor: Scherri-Lee Biggs | Miss Universo Australia 2012 | Sucesor: Olivia Wells |